# Клевер средний
Клевер средний (лат. Trifolium medium) — многолетнее травянистое растение, вид рода Клевер (Trifolium) трибы Клеверные (Trifolieae) подсемейства Мотыльковых (Faboideae) семейства Бобовых (Fabaceae).

## Ботаническое описание
Многолетнее травянистое растение. Корень прямой, многоголовый, часто развивает длинные подземные побеги. Стебли 20—80 см высотой, прямые или восходящие, в узлах зигзагообразно изогнутые, голые или сверху опушенные. Листья тройчатые, листовые пластинки 1,5—6,0 см длиной и 0,6—3,0 см шириной, от эллиптических до овальных. Соцветия— одиночные головки. Венчик спаянный в трубку на 8—10 мм, неопадающий, ярко-красный. Боб яйцевидный, плёночный, раскрывается одной щелью, односемянный. Масса 1000 семян 0,68—0,73 г. Растение ярового типа развития. Цветение — май—июнь, плодоношение — июль—август.

## Распространение и экология
Вид распространён в Центральной и Восточной Европе, Крыму, Кавказе, Казахстане (северо-западная часть), Западной Сибири, юго-восточном берегу Байкала.
Растёт на лугах, в кустарниках, на опушках, в светлых лесах, иногда в посевах и на залежах в лесной, реже в степной зоне, в горах до верхнего пояса.
Размножается семенами и вегетативно. Вегетационные период длится до 135 и больше дней. Может расти на различных почвах, но лучше всего растёт на глинистых, суглинистых, дерново-иллювиальных, перегнойно-карбонатных и дренированных. Менее чувствителен к кислотности, щелочности и засоленности почвы, чем клевер красный (Trifolium rubens). Более устойчив к избытку и недостатку влаги, чем клевер красный (Trifolium rubens).
Поражается черной пятнистостью и повреждается стеблевым долгоносиком.

## Значение и применение
Ценное кормовое растение. По питательности не ниже клевера лугового (Trifolium pratense) заслуживает внимания для испытания в культуре в лесостепной и степной зоне. Зимостойкий, засухоустойчивый, высокоурожайный, хорошо размножается вегетативно. Отличается долголетием (5—7 лет), неприхотливостью к условиям произрастания. Нормально развивается на кислых, песчаных и солонцеватых почвах.
В сене клевера среднего содержание белка составляет 14,3 %, количество золы 10,75 %, содержание кальция — 1,43 %, фосфора — 0,14 %, магния — 0,26 %.
| Показатели              | 2-й   | 3-й   | 4-й   | 5-й   |
| ----------------------- | ----- | ----- | ----- | ----- |
| Урожай сырой массы ц/га | 134,5 | 186,7 | 191,4 | 189,5 |
| Урожай сена ц/га        | 34,7  | 44,3  | 47,2  | 46,1  |

## Классификация

### Таксономия
Trifolium medium L., 1759, Amoen. Acad. 4: 105
Вид Клевер средний относится к роду Клевер (Trifolium) подсемейства Мотыльковые (Papilionoideae) семейства Бобовые (Fabaceae) порядка Бобовоцветные (Fabales). Таксономическая схема в соответствии с Системой APG IV по состоянию на декабрь 2023 года:
|  |                                      |  |                                   |                                   |                   |  | ещё 3 семейства | ещё 3 семейства   |                          |  |  |  | еще 523 рода                                                     | еще 523 рода   |  |  |
|  |                                      |  |                                   |                                   |                   |  | ещё 3 семейства | ещё 3 семейства   |                          |  |  |  | еще 523 рода                                                     | еще 523 рода   |  |  |
|  |                                      |  |                                   | порядок Бобовоцветные             |                   |  |                 |                   | подсемейство Мотыльковые |  |  |  |                                                                  | Клевер средний |  |  |
|  |                                      |  |                                   | порядок Бобовоцветные             |                   |  |                 |                   | подсемейство Мотыльковые |  |  |  |                                                                  | Клевер средний |  |  |
|  | отдел Цветковые, или Покрытосеменные |  |                                   |                                   | семейство Бобовые |  |                 |                   | род Клевер               |  |  |  |                                                                  |                |  |  |
|  | отдел Цветковые, или Покрытосеменные |  |                                   |                                   |                   |  |                 |                   |                          |  |  |  |                                                                  |                |  |  |
|  |                                      |  | ещё 63 порядка цветковых растений | ещё 63 порядка цветковых растений |                   |  |                 | еще 5 подсемейств | еще 5 подсемейств        |  |  |  | еще 368 подтвержденных видов и 66 видов, ожидающих подтверждения |                |  |  |
|  |                                      |  |                                   | ещё 63 порядка цветковых растений |                   |  |                 |                   | еще 5 подсемейств        |  |  |  |                                                                  |                |  |  |

### Синонимы
- Lagopus flexuosus Bernh.
- Trifolium affine Lej. ex Ser.
- Trifolium alpestre Crantz
- Trifolium aucheri Boiss.
- Trifolium flexicaule Vill.
- Trifolium flexuosum Jacq.
- Trifolium haynaldianum Pant.
- Trifolium haynaldii Meynh.
- Trifolium medium f. pedunculosum (Ser.) C.Vicioso
- Trifolium medium subsp. eriocalycinum (Hausskn.) Ponert
- Trifolium medium subsp. flexuosum (Jacq.) Asch. & Graebn.
- Trifolium medium subsp. medium
- Trifolium medium subsp. pendunculosum Ser.
- Trifolium medium subsp. skorpili Velen.
- Trifolium medium subsp. skorpilii Velen.
- Trifolium medium var. angustifolium Wimm. & Grab.
- Trifolium medium var. angustium Wahlenb.
- Trifolium medium var. angustius Wahlenb.
- Trifolium medium var. brachycalycinum Rouy
- Trifolium medium var. eriocalycinum Hausskn.
- Trifolium medium var. flexuosum (Jacq.) C.Vicioso
- Trifolium medium var. majus Boiss.
- Trifolium medium var. microphyllum Lej.
- Trifolium medium var. microphyllum Lej. & Courtois
- Trifolium medium var. strictum Hartm.
- Trifolium pensylvanicum Willd.
- Trifolium subexpansum Schur
- Trigonella micrantha Desf.